# Phlegmatospermum
Phlegmatospermum é um género botânico pertencente à família Brassicaceae.